# San Juan Comalapa
Pour les articles homonymes, voir Comalapa.
San Juan Comalapa (aussi connu sous Comalapa) est une ville du Guatemala dans le département de Chimaltenango.

## Personnalités liées
- Rafael Álvarez Ovalle (es) (1858-1946), compositeur de l'hymne national du Guatemala.
- Rosalina Tuyuc, née en 1956 à San Juan Comalapa, femme politique, fondatrice et présidente d'associations, promotrice des droits des autochtones et des droits de l'homme et de la femme.
- Sara Curruchich, née en 1993 à San Juan Comalapa, auteure-compositrice-interprète et militante pour la défense des droits de la femme et des peuples autochtones.

## Culture locale et patrimoine
- Église Saint-Jean-Baptiste.
- Fresques murales racontant l'histoire de la culture maya.